# Sportwette
Eine Sportwette ist eine Wette, bei der Geld auf das Eintreffen eines Sportergebnisses gesetzt wird. Sportwetten werden entweder zu festen Gewinnquoten von einem Buchmacher angeboten (eine sogenannte Oddset-Wette) oder zu variablen Quoten am Totalisator bzw. nach Art der Calcutta-Auktion abgeschlossen. Zusätzlich existieren so genannte Wettbörsen, bei denen die Benutzer über das Internet gegeneinander wetten können.
International bieten viele Wettunternehmen eine große Anzahl von Sportwetten an und erreichen damit weltweit einen Jahresumsatz zwischen 700 Milliarden und einer Billion US-Dollar. Bei der traditionellen Form der Wettabgabe begibt sich der Kunde in ein Wettlokal, wo er einen Wettschein ausfüllt und den Wetteinsatz in bar hinterlegt. Heute jedoch ist die Wettabgabe per Internet die weitaus beliebtere Variante. Dies stellt insbesondere in Ländern ohne liberalisierten Glücksspielmarkt wie Deutschland bislang eine rechtliche Grauzone dar, da es dem Kunden möglich ist, eine Wette bei einem Online-Buchmacher abzugeben, der keine anerkannte Lizenz für das jeweilige Heimatland des Kunden besitzt. Viele Internet-Wettanbieter haben ihren Sitz in so genannten Steueroasen wie Malta oder Gibraltar, da sie dort nur vergleichsweise geringe Abgaben zahlen müssen.
Sportwetten werden seit einigen Jahren nicht mehr nur bei den dafür klassischen Sportarten wie Pferderennen oder Boxen ausgetragen. Heute dominiert die Fußball-Sportwette auf Spiele der europäischen Spitzenligen, der europäischen Pokalwettbewerbe und auf Länderspiele. Auch Hunderennen sind – besonders in Großbritannien – sehr beliebt; in den USA wird auch gerne auf Baseballspiele und American Football gewettet. In der Arabischen Welt, beispielsweise in Abu Dhabi, sind Kamelwetten sehr beliebt.
Es sind außer der normalen Siegwette oftmals mehrere Wettmöglichkeiten für ein einziges Sportereignis möglich: So kann beispielsweise auch auf den Halbzeitstand, das genaue Ergebnis oder die Gesamtsumme der erzielten Punkte/Tore etc. gewettet werden. Hat eine Wette keinen Spielausgang, wird sie meist annulliert, und der Spieler erhält seinen Einsatz zurück. Gründe dafür können z. B. ein Spielabbruch oder das krankheits- bzw. verletzungsbedingte Fehlen eines Spielers sein. Jeder Buchmacher ist allerdings ermächtigt, das Vorgehen in diesem Falle in seinen AGB zu verankern.

## Grundlagen
Bei klassischen Sportwetten wird dem Kunden eine feste Quote für jedes Ergebnis eines Sportereignisses angeboten, aus dieser lässt sich dann der mögliche Gewinnbetrag errechnen (Oddset-Wette). Auf jeden der möglichen Ausgänge kann eine Wette platziert werden.

### Beispiel
Ein typisches Wettereignis könnte auf dem Wettschein eines Buchmachers wie folgt aussehen:
```
FC Bayern München – Borussia Dortmund    
1
 1.50   
0
 3.50   
2
 2.50
```

Der Ausgang „1“ repräsentiert hier einen Sieg der Heimmannschaft (Bayern München).
Die „0“ (oft auch „X“) steht für ein Unentschieden.
Die „2“ steht für einen Sieg der Auswärtsmannschaft (Borussia Dortmund).
Bei Fußballwetten und vielen anderen Sportarten wird die Heimmannschaft standardmäßig an erster Stelle genannt. Im US-amerikanischen Raum ist die Reihenfolge umgekehrt, dort wird die Auswärtsmannschaft zuerst genannt. Bei Ereignissen, die keinen eindeutigen Heimteilnehmer haben, wie beispielsweise Tennisspielen, obliegt die Auflistungsreihenfolge dem Buchmacher.
Schließt der Kunde nun eine Wette auf einen Sieg von Bayern München zu einer Quote von 1.50 und mit einem Einsatz von 10 Euro ab, erhält er im Gewinnfall seinen Einsatz multipliziert mit der Gewinnquote zurück. In diesem Falle betrüge der Rückzahlungsbetrag 15 Euro (10 * 1,50). Aussagekräftiger ist es, den Reingewinn zu berechnen. Der Reingewinn errechnet sich wie folgt: (Einsatz * (Quote - 1)). In obigem Beispiel entspricht dies (10 * 0,5) = 5 Euro.
Bei einer Gewinnquote von 2.0 entspricht der mögliche Reingewinn genau dem getätigten Einsatz. Ein Kunde würde also im Gewinnfall seinen Einsatz verdoppeln.

### Quoten
Aus den Quoten berechnet sich der mögliche Gewinn, der beim Eintreffen des Ereignisses erzielt werden kann. Im europäischen Raum werden die Quoten meist als Faktor dargestellt, der mit dem Einsatz multipliziert die mögliche Gewinnsumme ergibt. Es gibt allerdings abhängig vom Standort zahlreiche andere Darstellungsformate. So werden Quoten in Großbritannien (UK) als Brüche dargestellt, in den USA als positive (mögliche Auszahlung bei 100 $ Einsatz) oder negative (nötiger Einsatz für 100 $ Gewinn) Summen, in Hongkong verwendet man ebenfalls Faktoren, die allerdings den möglichen Reingewinn und nicht die Gewinnsumme anzeigen. In folgender Tabelle werden die verschiedenen Quotenformate vergleichend gegenübergestellt:
| Dezimal | UK        | USA  | Hongkong | Indonesien | Malaysia |
| 1.50    | 1/2       | -200 | 0.50     | -2.00      | 0.50     |
| 2.00    | Evs (1/1) | +100 | 1.00     | 1.00       | 1.00     |
| 2.50    | 3/2       | +150 | 1.50     | 1.50       | -0.67    |
| 3.00    | 2/1       | +200 | 2.00     | 2.00       | -0.50    |

Aus den Quoten für jeden möglichen Ausgang eines Wettereignisses lässt sich die Ausschüttungsquote eines Buchmachers berechnen. Eine Ausschüttungsquote von 80 % bedeutet beispielsweise: Wird auf jeden möglichen Ausgang eines Ereignisses so viel Geld gesetzt, dass die Gewinnsumme jeweils gleich hoch ist, beträgt der Gewinn das 0,8fache des eingesetzten Kapitals. Der für den Kunden ideale Buchmacher hätte demnach eine Ausschüttungsquote von 100 %, jedoch wäre eine solch hohe Ausschüttung für den Wettanbieter nicht mehr wirtschaftlich. Wettbörsen und so genannte asiatische Buchmacher erreichen oft Ausschüttungsquoten von 95 % und mehr.

## Spezialwetten
Es können oft noch viele weitere Wetten als die klassische Siegwette (Sieg, Unentschieden, Niederlage) auf ein Ereignis abgeschlossen werden. Dies ist von Buchmacher zu Buchmacher unterschiedlich. Beispiele hierfür sind „Wer führt zur Halbzeit?“, „Fallen 0-2 Tore oder mehr?“, „Wie lautet das genaue Endergebnis?“ und so weiter. Eine Langzeitwette ist eine Wette, die nicht innerhalb eines Tages entschieden wird: Wetten auf den Meistertitel, Champions-League-Sieg, Torschützenkönig, Wimbledon-Sieger usw. Der Sportwetter kann oft aus einer Vielzahl an Spezialwetten für ein und dasselbe Ereignis auswählen.

## Wettarten

### Einzelwette
Die klassische Einzelwette (siehe Beispiel oben) besteht aus einer Wette auf den Ausgang eines einzelnen Ereignisses. Einige wenige Buchmacher wie der staatliche Wettanbieter ODDSET erlauben bei bestimmten Ereignissen keine Einzelwetten, lediglich Kombinationswetten mit einer festgelegten Mindestzahl an Spielen (meistens drei) sind möglich.

### Kombinationswette
Auch kurz „Kombi-Wette“ genannt. Hierbei werden mehrere Wetten auf verschiedene Ereignisse in einen Wettschein aufgenommen. Die Quoten aller Ereignisse werden miteinander multipliziert und ergeben die Gesamtquote der Kombinationswette. Der Einsatz gilt für die gesamte Wette. Beispiel:
```
Wolfsburg – Nürnberg        1 1.60
Freiburg – Bayern           2 1.90
Bielefeld – Kaiserslautern  X 3.30
```

Diese drei Wetten werden in die Kombinationswette aufgenommen. Die Gesamtquote errechnet sich durch das Multiplizieren der einzelnen Quoten miteinander: (1,6 * 1,9 * 3,3) = 10. Bei einem Einsatz von 10 Euro betrüge der mögliche Gewinn (10 * 10) = 100 Euro. Die Wette ist allerdings nur dann gewonnen, wenn jedes einzelne Ereignis der Kombinationswette richtig getippt wurde. Die hohe Quote ist oftmals verlockend, allerdings ist die Gewinnchance mit steigender Anzahl an Tipps entsprechend geringer. Kombinationswetten sind also nicht allgemein lukrativer als Einzelwetten. Die Anzahl der erlaubten Kombinationen ist von Buchmacher zu Buchmacher verschieden, oftmals können bis zu 10 oder mehr Spiele miteinander kombiniert werden.

### Systemwette
Als Systemwette wird zusammengefasst eine Reihe sich ähnelnder Kombinationswetten bezeichnet. Eine Systemwette kann auch dann noch gewonnen werden, wenn einer oder mehrere Tipps falsch sind, jedoch verringert sich dann die Gewinnsumme. Systemwetten werden in der Form X aus Y beschrieben, beispielsweise 3 aus 5 oder 4 aus 7 (ähnlich 6 aus 49 im Lotto). Die erste Zahl bezeichnet hierbei die Zahl der Tipps, die für einen Gewinn mindestens richtig sein müssen. Die zweite Zahl bezeichnet die Gesamtzahl der getippten Spiele. Aus diesen Spielen werden nun so viele unterschiedliche Kombinationswetten wie möglich gebildet, jede Kombinationswette besteht dabei aus der Anzahl der Wetten, die mindestens richtig sein müssen. Es werden bei einer Systemwette 3 aus 5 aus den 5 Spielen alle möglichen verschiedenen Dreierkombinationen gebildet. Jede einzelne dieser resultierenden Kombinationswetten nennt man auch „Wettreihe“. Der Einsatz wird pro Wettreihe berechnet. Setzt man bei 10 Wettreihen je 2 Euro ein, beträgt der Gesamteinsatz 20 Euro. Beispiel:
```
Wolfsburg – Nürnberg          1 1.60
Freiburg – Bayern             2 1.90
Bielefeld – Kaiserslautern    X 3.30
Manchester – Chelsea          2 3.50
Real Madrid – Barcelona       1 2.00
```

Diese Wette könnte nun als Systemwette 3 aus 5 gespielt werden. Es werden dann alle möglichen unterschiedlichen Dreierkombinationen aus diesen 5 Spielen gebildet, in diesem Beispiel insgesamt 10 Kombinationen. So könnte eine dieser Kombinationen aussehen:
```
Wolfsburg – Nürnberg          1 1.60
Bielefeld – Kaiserslautern    X 3.30
Real Madrid – Barcelona       1 2.00
```

Sind nur 2 oder weniger der 5 Tipps richtig, ist die gesamte Wette verloren. Sind 3 Tipps richtig, ist eine der 10 Wettreihen richtig. Bei obigem Beispiel betrüge der Gewinn (2 * 1,6 * 3,3 * 2,0) = 21,12 Euro. Insgesamt 20 Euro Einsatz für die 10 Wettreihen ergäbe also einen Reingewinn von 1,12 Euro. Bei 4 oder 5 richtigen Tipps erhöht sich auch die Anzahl der richtigen Tippreihen, bei 5 richtigen Tipps wären alle 10 Reihen richtig. Systemsportwetten sind durchaus mit Lotto zu vergleichen: Die Gewinnsumme steigt mit der Anzahl richtiger Tipps an, bei einer geringen Zahl richtiger Tipps bekommt man meist nur etwas mehr als den Spieleinsatz zurück.

## Live-Wetten
Live-Wetten sind eine Erweiterung des traditionellen Wettangebots, dessen mögliche Abgabe mit dem Beginn des Ereignisses (plus einer eventuellen Annahme-Karenzzeit) endet. Hierbei kann noch während des laufenden Spiels auf viele verschiedene Ereignisse gewettet werden. Der Reiz für den Wettenden liegt in der schnellen Abfolge der Wettmöglichkeiten und der vermeintlich besseren Beurteilung der kommenden Ereignisse anhand des gesehenen Ablaufs. Live-Wetten werden sowohl im Internet als auch in Wettlokalen angeboten, allerdings hat nicht jeder Anbieter derartige Wetten im Angebot, und oft sind Live-Wetten im Vergleich zum traditionellen Wettangebot auf ausgewählte Sportereignisse beschränkt.
Der Grund liegt darin, dass für jedes Live-Ereignis die Quoten während der laufenden Spielzeit angepasst oder die Wettabgabe ausgesetzt werden muss, wenn beispielsweise ein Tor erzielt oder eine rote Karte gegeben wurde. Hierfür muss der Wettanbieter Mitarbeiter einstellen, die das Sportereignis live mitverfolgen. Die Quotenanpassungen geschehen teilweise auch vollautomatisch, beispielsweise aufgrund des Spielstandes, den einlaufenden Einsätzen oder der fortlaufenden Spielzeit.
Einige Wettanbieter lagern diese Aufgaben an externe Dienstleister aus. Diese Unternehmen haben sich auf die Live-Übertragung von detaillierten Informationen zu laufenden Sportveranstaltungen spezialisiert und leiten den Spielstand, die abgelaufene Spielzeit und wichtige Spielereignisse an ihre Kunden, in diesem Fall die Wettanbieter, weiter. Um auch Wetten auf Veranstaltungen anbieten zu können, die nicht live im Fernsehen übertragen werden, oder um die bei der Fernsehübertragung entstehende Zeitverzögerung zu minimieren, können auch Mitarbeiter direkt an den Veranstaltungsort (beispielsweise ein Fußballstadion) geschickt werden. Diese Mitarbeiter werden als Spotter bezeichnet. Der Spotter verfolgt das Spiel und gibt die Informationen in einen tragbaren Computer ein, welche dann über eine drahtlose Netzwerkverbindung in die Zentrale und von dort aus an die Wettanbieter weitergeleitet werden. Diese Tätigkeit ist im Vergleich zum Verfolgen einer Fernsehübertragung wesentlich aufwändiger und verursacht hohe Kosten (Fahrtkosten, Eintrittskarten, technische Ausrüstung).
Die zeitliche Verzögerung, mit der Wettquoten an den Verlauf eines Sportereignisses angepasst werden, kann zum Wettbetrug ausgenutzt werden, besonders wenn kein Spotter eingesetzt wird, indem vom Veranstaltungsort aus
Wetten abgeschlossen werden (Courtsiding).
Live-Wetten wie die Wette-auf-das-nächste-Tor, die Restzeitwette oder die Tore-ab-jetzt-Wette gehören laut Branchenangaben zu den beliebtesten Wettarten mit einem Marktanteil von ca. 60 bis 70 Prozent.

## Sportwetten als professionelle Einnahmequelle
Der im Rahmen der Fußball-Wettskandale 2005 und 2009 verurteilte professionelle Sportwetter und Wettbetrüger Ante Šapina sagte vor Gericht aus, dass Wetten für ihn wie Mathematik sei.
Im US-amerikanischen Sprachraum, wo Wetten jeglicher Art eine lange Tradition haben, werden solche Spieler als sharp player oder wise guy (engl. Schlaumeier, Besserwisser) bezeichnet. Bereits im frühen 19. Jahrhundert gab es dort solche professionellen Spieler, die mit Wetten ihren Lebensunterhalt verdienten.
Wettbroker
Im professionellen Bereich existieren regelrechte Broker-Dienste (Wettvermittler), bei denen der Kunde seine Wetten nicht selber abschließt, sondern dem Anbieter eine entsprechende Order erteilt, damit dieser die Wette für ihn abschließt. Solche Dienste können durch entsprechende Netzwerke dazu dienen, das Platzieren von hohen Wetteinsätzen auf dem Markt über mehrere Buchmacher hinweg zu erleichtern, falls kein einzelner Anbieter die gewünschte Einsatzhöhe akzeptiert. Zusätzlich bieten sie dem Kunden eine gewisse Anonymität, da nicht er selbst, sondern der Vermittler die Wetten abschließt. Da diese Einrichtungen abhängig von der investierten Summe mitunter sehr hohe Wetteinsätze tätigen, schließen sie ihre Wetten meist auf dem asiatischen Wettmarkt ab, wo die Umsätze und damit auch die möglichen Wetteinsätze um ein Vielfaches höher als in anderen Regionen sind. Es wird vermutet, dass die in Asien platzierten Wetten bei den bisherigen so genannten Fußball-Wettskandalen, die oft sechsstellige Beträge erreichten, zumindest teilweise über derartige Dienste platziert worden sind.

## Sportwetten und Spielsucht
Experten für Spielsucht warnen seit vielen Jahren, dass Sportwetten und vor allem die sogenannten "Live-Wetten" ein hohes Suchtpotential besitzen. Das liegt vor allem an der hohen "Ereignisdichte", das bedeutet, dass man in kürzester Zeit auf Ereignisse, wie zum Beispiel, das nächste Tor, wetten kann. Aus der Suchtforschung ist bekannt, dass je höher die Ereignisdichte umso höher auch das Suchtpotential ist. Die Landesstelle für Suchtfragen in Baden-Württemberg geht davon aus, dass bei mehr als 10 % aller Sportwetten-Nutzer eine "schwere Glücksspielstörung" vorliegt, dazu kommen weitere 12 % die eine "mittelschwere Glücksspielstörung" aufweisen. Mit der Ausweitung des Sport-Wetten-Angebotes steige auch die Zahl der Menschen, die ein problematisches Spielverhalten zeigen. "Sportwetten sind hochriskant", warnt die Landesstelle. Sucht-Verbände und Experten fordern daher seit Jahren, teilweises oder vollständiges Werbeverbot für Sportwetten einzuführen.

## Situation in Deutschland

### Anbieter
Der deutsche Sportwettenmarkt wird seit dem Urteil des Bundesverfassungsgerichts zum staatlichen Monopol bei Sportwetten vom 28. März 2006 zunehmend von privaten Anbietern dominiert. Laut den Glücksspielaufsichtsbehörden der Länder lag der Anteil der staatlichen Angebote Oddset und Fußball-Toto am gesamten Sportwettenmarkt 2018 nur noch bei 6 Prozent.
Darüber hinaus gibt es private Anbieter sowie eine Vielzahl kleinerer Wettvermittler, die im Auftrag Sportwetten vermitteln. Die privaten Sportwettenanbieter reklamieren ihre Legitimität teils aufgrund von Lizenzen der letzten DDR-Regierung, die wegen des Einigungsvertrages in ganz Deutschland Gültigkeit erlangt hätten, teils aufgrund europarechtlicher Gültigkeit einer legalen Lizenz in einem anderen Mitgliedsland der EU. Bereits der 1. Glücksspieländerungsstaatsvertrag, der am 1. Juli 2012 in Kraft trat, hatte eine Marktöffnung für eine begrenzte Anzahl an privaten Sportwettenanbietern vorgesehen.

### Rechtliche Situation
Das Anbieten von Sportwetten ist in Deutschland genehmigungspflichtig. Das Veranstalten ohne Lizenz und die Teilnahme an derartigen Sportwetten in Deutschland ist als Unerlaubte Veranstaltung eines Glücksspiels strafbar nach § 284, § 285 Strafgesetzbuch (StGB). Bis 2020 wurden von den Bundesländern keine neuen Erlaubnisse erteilt, wodurch ODDSET zuvor quasi eine Monopolstellung einnahm, die jedoch von den privaten Anbietern von Sportwetten in Frage gestellt wurde. Dabei wurde insbesondere auf den Vorrang des Europarechtes vor deutschem Recht Bezug genommen. Am 23. Januar 2017 urteilte das Oberverwaltungsgericht für das Land Nordrhein-Westfalen, dass einem privaten Anbieter von Sportwetten das Fehlen einer Lizenz aufgrund des gescheiterten Lizenzverfahrens nicht entgegengehalten werden könne.
Im aktuell gültigen 3. Glücksspieländerungsstaatsvertrag  vom März 2019 ist eine „Experimentierklausel“ für Sportwetten vorgesehen, auf deren Grundlage Konzessionen für Sportwettanbieter vergeben werden können. Nachdem das Vergabeverfahren für Sportwett-Konzessionen aus dem 1. Glücksspieländerungsstaat 2014 gescheiterte war, wurde kurz vor der Vergabe der ersten Sportwett-Konzessionen in Deutschland im Mai 2020 auch das neue, vom Regierungspräsidium Darmstadt durchgeführte Verfahren nach einer Klage des österreichischen Anbieters „Vierklee Wettbüro“ durch das Verwaltungsgericht Darmstadt gestoppt. Das Gericht kritisierte dabei mangelnde Transparenz und ein nicht diskriminierungsfreies Vergabeverfahren. Nachdem der Hessische Verwaltungsgerichtshof die Klage für wirkungslos erklärt hatte, begann das Regierungspräsidium Darmstadt im Oktober 2020 mit der Vergabe von Sportwett-Konzessionen.
Seit 19. April 2017 existiert der Straftatbestand des Sportwettbetrugs (§§ 265c bis 265e StGB). Danach müssen Sportler, Trainer und Kampfrichter mit bis zu drei, in schweren Fällen bis zu fünf Jahren Freiheitsstrafe rechnen, wenn sie Wettkampfergebnisse zugunsten eines Wettbewerbsgegners und zur Erlangung von Vorteilen beeinflussen.
Am 28. März 2006 hat das Bundesverfassungsgericht entschieden, dass ein Staatsmonopol für Sportwetten mit dem Grundrecht der Berufsfreiheit des Art. 12 Abs. 1 GG nicht vereinbar ist, sofern es nicht konsequent am Ziel der Bekämpfung von Suchtgefahren ausgerichtet ist. Es hat dem Gesetzgeber aufgegeben, die Veranstaltung und Vermittlung von Sportwetten unter Beachtung der verfassungsrechtlichen Vorgaben bis zum 31. Dezember 2007 neu zu regeln. Dabei könne ein verfassungsmäßiger Zustand sowohl durch eine konsequente Ausgestaltung des Wettmonopols erreicht werden, die sicherstellt, dass es wirklich der Suchtbekämpfung dient, als auch durch eine gesetzlich normierte und kontrollierte Zulassung gewerblicher Veranstaltung durch private Wettunternehmen. Darüber hinaus hat das Bundesverfassungsgericht entschieden, dass das gewerbliche Veranstalten von Wetten durch private Wettunternehmen und die Vermittlung von Wetten, die nicht vom Freistaat Bayern veranstaltet werden (dort war das Verfahren anhängig), weiterhin als verboten angesehen und ordnungsrechtlich unterbunden werden dürfen. Dies bedeutet, dass private Sportwettbüros durch die zuständigen Behörden zwangsweise geschlossen werden dürfen. Ob in der Übergangszeit bis zu einer gesetzlichen Neuregelung eine Strafbarkeit nach § 284 StGB gegeben ist, unterliegt nach dem Urteil des Bundesverfassungsgerichts der Entscheidung der Strafgerichte.
Insbesondere zum gemeinschaftsrechtlichen Aspekt hat das Bundesverfassungsgericht in seinem Urteil darüber hinaus bestätigt, dass die Anforderungen des deutschen Verfassungsrechts parallel zu den vom Europäischen Gerichtshof zum Gemeinschaftsrecht formulierten Vorgaben laufen. Nach dessen Rechtsprechung ist die Unterbindung der Vermittlung in andere Mitgliedstaaten mit dem Gemeinschaftsrecht nur vereinbar, wenn ein Staatsmonopol wirklich dem Ziel dient, die Gelegenheiten zum Spiel zu vermindern, und die Finanzierung sozialer Aktivitäten mit Hilfe einer Abgabe auf die Einnahmen aus genehmigten Spielen nur eine nützliche Nebenfolge, nicht aber der eigentliche Grund der betriebenen restriktiven Politik ist (vgl. EuGH, Urteil vom 6. November 2003 – Gambelli und andere, Slg. 2003, I-13076, Rn. 62). Die Vorgaben des Gemeinschaftsrechts entsprechen damit denen des Grundgesetzes.
Die Praxis seit dem Urteil des BVerfG hat jedoch gezeigt, dass die Rechtslage seitdem keineswegs geklärt worden ist. Zum einen wird nun vonseiten der privaten Anbieter von Sportwetten sehr genau beobachtet, wie weit ODDSET die in dem Urteil vom 28. März 2006 genannten Verpflichtungen (Werbeverbot, Information über Suchtgefahren) erfüllt. Zum anderen wird die Verletzung von Europäischem Recht durch ein rein nationales Sportwettenmonopol für ODDSET ins Spiel gebracht, d. h. konkret ein Verstoß gegen die auf europäischer Ebene nach dem EG-Vertrag bestehende Dienstleistungsfreiheit. Die in Deutschland bis zum 25. Oktober 2006 vorliegenden höchstrichterlichen und obergerichtlichen Entscheidungen bestätigten jedoch alle das Wettmonopol (siehe z. B.). Am 14. Oktober 2008 hat sich das Bundesverfassungsgericht erstmals mit den neuen Regelungen des Glücksspielstaatsvertrages (GlüStV) befasst. Nach Auffassung des Gerichts sind die Vorschriften des GlüStV und insbesondere das Verbot der Veranstaltung und Vermittlung öffentlicher Glücksspiele im Internet (§ 4 Abs. 4 GlüStV) sowie die hierzu getroffene Übergangsbestimmung für das Jahr 2008 (§ 25 Abs. 6 GlüStV) zumutbar und damit verfassungsrechtlich nicht zu beanstanden. Die strafrechtliche Bewertung des Sachverhalts ist davon völlig unabhängig zu sehen (siehe z. B.).
Der Europäische Gerichtshof hat mit seinen Urteilen am 8. September 2010 die tatsächliche Umsetzung des Monopols für unvereinbar mit europäischem Recht erklärt.
Das Oberverwaltungsgericht Nordrhein-Westfalen etwa hat in einem Beschluss vom 23. November 2010 festgestellt: „Denn in diesen Entscheidungen hat der EuGH die Regelungen des Glücksspielstaatsvertrages nicht für europarechtswidrig erklärt“.
In der Fachliteratur wird auch festgestellt: „Der EuGH hat (…) lediglich entschieden, dass ein staatliches Monopol für Sportwetten und Lotterien mit dem Unionsrecht unvereinbar ist, wenn es nicht tatsächlich in kohärenter und systematischer Weise Anreize zu übermäßigen Ausgaben für das Spielen vermeidet und die Spielsucht bekämpft.“
„Für das künftige Glückspielrecht in Deutschland bildet die Entscheidung des EuGH in gewisser Weise die unions-rechtliche Parallele zu den auf das Grundgesetz bezogenen Ausführungen des BVerfG in dessen Urteil von März 2006. Festzuhalten bleibt daher, dass Bund und Länder im Rahmen ihrer Kompetenzen auch aus Sicht des Unionsrechts weiterhin über Gestaltungsspielräume verfügen, die sowohl eine Monopollösung als auch eine Liberalisierung umschließen.“ Daraus folgend ist es nun irrelevant, ob ein Buchmacher eine deutsche Lizenz besitzt oder eine entsprechende Glücksspiellizenz aus einem anderen europäischen Land.

### Besteuerung
Der Deutsche Bundestag hat Ende Juni 2012 eine zum 1. Juli 2012 in Kraft getretene Änderung des Rennwett- und Lotteriegesetzes (RennwLottG, RWLG) beschlossen, die die Besteuerung von Sportwetten neu regelt. Demnach gilt für alle Anbieter von Sportwetten (auch für die staatliche ODDSET-Wette und ausländische Anbieter) ein einheitlicher Steuersatz von 5 Prozent des Wetteinsatzes (§ 17 RWLG). Die Besteuerung erfolgt auch bei Sportwetten über das Internet. Bei Pferdewetten werden ebenfalls 5 Prozent erhoben (§ 10 Abs. 1 RWLG). Sämtliche Einnahmen werden nach § 24 RWLG nach einem festgelegten Schlüssel auf die Bundesländer verteilt und fließen in die Landeshaushalte ein. Seit Inkrafttreten des Gesetzes bis zum 31. März 2015 wurden bundesweit 554 Millionen Euro Sportwettensteuer eingenommen.

### Auswirkung der Wettsteuer auf die Quoten bei Internetwetten
Obwohl laut § 17 Abs. 2 RWG eine Wettsteuer in Höhe von 5 Prozent des Wetteinsatzes gesetzlich festgelegt ist, handhaben die ausländischen Wettanbieter das bei ihren Kunden aus Deutschland auf unterschiedliche Art und Weise.
Einige Wettanbieter erheben nach wie vor keine Steuern und leiten sicher auch keine an die Bundesrepublik Deutschland bzw. an die Bundesländer weiter. Sie argumentieren damit, dass sie in Gibraltar bzw. Malta sitzen und nicht wissen können, ob sich der Kunde bei der Wettabgabe über das Internet überhaupt in Deutschland aufhält.
Eine andere Gruppe von Wettanbietern fasst den in einer Sportwette eingesetzten Geldbetrag als Einsatz zuzüglich Wettsteuer auf. Das heißt, wenn ein Kunde einen Betrag von 100 Euro in einer Wette mit Quote von 2,0 (Quote als Faktor – siehe Abschnitt über Quoten) einsetzt, gelten diese 100 Euro bereits als 105 Prozent vom Wetteinsatz. Der wirkliche Wetteinsatz sind damit nur 100 Euro : 1,05 = 95,24 Euro. Wird die Wette gewonnen, wird dafür nur noch ein Betrag von 2,0 * 95,24 Euro = 190,48 Euro ausgezahlt. Im Endeffekt gilt:
```
tatsächliche Quote = angegebene Quote : 1,05
```

Wiederum andere Wettanbieter lassen den eingesetzten Betrag des Kunden als Wetteinsatz gelten, ziehen jedoch im Gewinnfall 5 Prozent vom Auszahlungsbetrag ab, oder anders ausgedrückt zahlen nur 95 Prozent aus. Wenn also ein Kunde 100 Euro in einer Wette mit Quote von 2,0 einsetzt und diese gewinnt, bekommt er dafür nur 2,0 * 100 Euro * 0,95 = 190 Euro. In diesem Fall gilt:
```
tatsächliche Quote = angegebene Quote * 0,95.
```

## Rechtslage in den USA
Im Spielerparadies Nevada werden Sportwetten angeboten.
Mitte Mai 2018 hob der Supreme Court ein USA-weites Verbot auf, womit es jedem Bundesstaat überlassen ist, Sportwetten zu regulieren. Der Schwarzmarkt wird auf ein Volumen von mehreren Milliarden Dollar geschätzt.

## Geschichte
Die Geschichte der Sportwetten ist eng verknüpft mit der Entstehung des sportlichen Wettkampfs. Erste Aufzeichnungen von offiziellen Sportwetten sind auf das Jahr 676 v. Chr. datiert, als die alten Griechen bei den 23. Olympischen Spielen auf den Ausgang eines Wettkampfes Geld oder andere Vermögenswerte setzten. Bereits damals gab es auch spontane Wetten, d. h., es konnte während des laufenden Wettkampfes kurzfristig gewettet werden. Mit dem Aufsteigen des Römischen Reiches übernahmen diese von den Griechen auch die Sportwetten, wobei im Circus Maximus bereits auf den Ausgang von Streitwagenrennen gesetzt werden konnte. Mit dem Untergang des Römischen Reiches verloren auch die Sportwetten an Bedeutung. Nur im Mittelalter wurde während Ritterturnieren gewettet, dies jedoch ausschließlich im privaten Rahmen.
Im 18. Jahrhundert erlebten die Sportwetten ihren großen Aufschwung in Großbritannien. Bereits damals wurden erste Buchmacher gegründet, die noch heute existieren – wie etwa Ladbrokes. Bei Pferdewettrennen wurden sie dazu genutzt, um mit den Einnahmen die Veranstaltung selbst zu finanzieren. Der Boom der Pferdewetten wurde dadurch verstärkt, dass die Pferdewirtschaft bis ins 20. Jahrhundert eine besondere wirtschaftliche und militärische Bedeutung hatte, weshalb sie auch vom staatlichen Glücksspielmonopol nicht erfasst wurden. Nach englischem Vorbild fand 1810 das erste Galopprennen mit Sportwetten in Deutschland statt.
Ab 1921 begann sich die Fußballwette Schritt für Schritt als populärste Art der Sportwetten zu etablieren, da 1921 in England das Wettspiel Toto eingeführt wurde. Von dort aus eroberte es halb Europa, in Deutschland wurde schließlich 1948 das „Staatliche bayrische Fußballtoto“ gegründet. Ab 1960 begann die Legalisierung einiger Wettbüros in England, was den Weg der Fußballwette zur beliebtesten Sportwette ebnete.
In den letzten Jahren hat der Sportwettmarkt gravierende Veränderungen erfahren, die den Spielanreiz erheblich gesteigert haben. Besonders das Internet hat die Teilnahme an Sportwetten vereinfacht. Zudem haben Live-Wetten und Mikrowetten das Suchtpotenzial deutlich erhöht, da diese Wetten während des Spiels mit hoher Ereignisfrequenz platziert werden. Personale Risikofaktoren wie männliches Geschlecht, junges Alter und eine Neigung zu Risikoverhalten steigern das Risiko für problematisches Wettverhalten. Umgebungsfaktoren wie das Umfeld von Sportvereinen tragen ebenfalls dazu bei. Angesichts dieser Entwicklungen wird der Ruf nach präventiven und regulativen Maßnahmen immer lauter.

### Betrug
Im Fußball-Wettskandal 2005 wurden u. a. vom ehemaligen DFB-Schiedsrichter Robert Hoyzer Spiele aus der 1. Bundesliga, der 2. Bundesliga und der Regionalliga sowie dem DFB-Pokal manipuliert, um hohe Gewinne mit ungewöhnlichen Ergebnissen zu erzielen.